# 刁鸣生
刁鸣生（1957年10月—），男，江苏扬州人，中华人民共和国外交官，曾任中华人民共和国驻贝宁共和国特命全权大使。

## 生平
刁鸣生毕业于北京第二外国语学院和南开大学世界经济专业。1983年，任北京第二外国语学院教师。1985年，进入中华人民共和国外交部工作，先后在外交部教育培训司、驻布基纳法索大使馆、外交部国际司任职。1996年，任常驻维也纳联合国和其他国际组织代表团一秘、首席馆员。1998年，任外交部国际司一秘。2001年，任常驻联合国日内瓦办事处和瑞士其他国际组织代表团参赞。2003年，任驻哥德堡总领事馆副总领事。2005年，任外交部国际司参赞。2007年，出任常驻联合国亚洲及太平洋经济社会委员会代表。2012年6月，出任中华人民共和国驻德班总领事。2014年12月，出任中华人民共和国驻贝宁大使。2018年3月，自驻贝宁大使离任。

## 家庭
已婚，有一女。